# オロナウル
オロナウル(モンゴル語: ᠣᠷᠣᠨᠠᠷ/ Oronaur,中国語: 斡羅納児)とは、モンゴル部に属する遊牧集団の名称。オロナウル部はコンゴタン、アルラト、ケレングトという３つの集団から成り立っていたが、単に「オロナウル」と言った時は、特に中核氏族たる「オロナウル・ケレングト集団」を指す。『元朝秘史』では斡舌羅納児、『元史』では斡剌納児氏、『集史』ではŪrnāūt Kalknūtاولنااوت کلکنووتと記される。『集史』は「オロナウル」の複数形表記であり、これに従ってウルナウト、オロナウトとも表記される。

## オロナウルの起源
オロナウル部はチンギス・カンの登場以前からモンゴル部に服属していた遊牧集団であるが、その出自については史料によって記述が大きく異なる。モンゴル部では伝説上の始祖ボルテ・チノ-ボドンチャルの血を引くモンゴル部の支配氏族をニルン、ボルテ・チノ-ボドンチャルの血を引かない被支配氏族をドルルキンと呼んで厳密に区別しているが、オロナウル部のみはニルンとする記述(『元朝秘史』)、ドルルキンとする記述(『集史』)が混在している。
『元朝秘史』によるとボルジギン氏のカイドゥ・カンにはチャウジン・オルテゲイという息子がおり、チャウジン・オルテゲイの子供達からオロナウル、コンゴタン、アルラト、スニト、カプトルカス、ゲニゲスといった諸氏族が派生したという。一方、『集史』ではチャウジン・オルテゲイの子孫はシジウト氏、オルテゲイ氏のみとされ、ボドンチャルの血を引かないとある家系にコンゴタン、アルラト、カルクヌウト(ケレングト)と呼ばれる3兄弟がおり、これがオロナウル3氏族の祖となったとする。

### オロナウル・コンゴタン
オロナウル3兄弟の長子、コンゴタンを始祖とする氏族で、「コンゴタン」とは「大きな鼻」を意味する。コンゴタンは代々モンゴル部のシャーマンを務める特殊な家系で、1206年のモンゴル帝国建国直後にはモンリク・エチゲの一族がチンギス・カンの一族に匹敵する権威を有していたが、チンギス・カンによるテプテングリの誅殺によって勢力は弱体化した。

### オロナウル・アルラト
オロナウル3兄弟の第二子、アルラトを始祖とする氏族で、「アルラト」とは「父母に優しい者」を意味する。それほど大きい遊牧集団ではなかったが、アルラト出身のボオルチュが単身チンギス・カンに仕え、「四駿四狗」と称されるモンゴル帝国の最高幹部まで上り詰めたため、モンゴル帝国屈指の有力部族に成長した。アルラト部ボオルチュの家系はモンゴル帝国-大元ウルスを通じて4ケシク第2班の長を継承し、帝国の最も有力な家系として繁栄した。

### オロナウル・ケレングト
オロナウル3兄弟の第三子、ケレングト(カルクヌウト)を始祖とする氏族で、チンギス・カンに仕えた著名なオロナウル・ケレングト出身の人物にはキシリク、バダイらがいた。彼等は本来キヤト氏のアルタン・オッチギンの従弟イェケ・チェレンに仕える隷属民であったが、アルタン・オッチギン、ダリダイ・オッチギン、クチャル・ベキ、ジャムカ、ケレイト部によるチンギス・カン謀殺の企みをチンギス・カンに急報し、この功績によってダルカン（ダルハン）という称号を与えられ、千人隊長となった。
キシリクの曾孫ハルガスン・ダルハン丞相はオルジェイトゥ・カアン(成宗テムル)の治世に宰相を務め、ブルガン・ハトゥンへのクーデターを首謀し、クルク・カアン(武宗カイシャン)擁立に功績を挙げるなど大元ウルス中期に活躍した。